# فيامي ماتافا فاوموينا مولينوو الثاني
فيامي ماتافا فاوموينا مولينوو الثاني هو سياسي من ساموا (ساموا الغربية سابقا)، شغل مناصب وزارية، كما شغل منصب أول رئيس لوزراء ساموا الغربية عام 1959 حتى عام 1970. ثم شغل المنصب من عام 1973 حتى وفاته عام 1975.